# Storchenkolk
Koordinaten: 51° 39′ 40,5″ N, 8° 44′ 15″ O
Der Storchenkolk oder auch Vodes Kolk ist die Karstquelle des etwa 1,1 km langen Bachs Biske (GKZ: 27828692) in der Paderborner Hochfläche in Nordrhein-Westfalen.

## Geographie

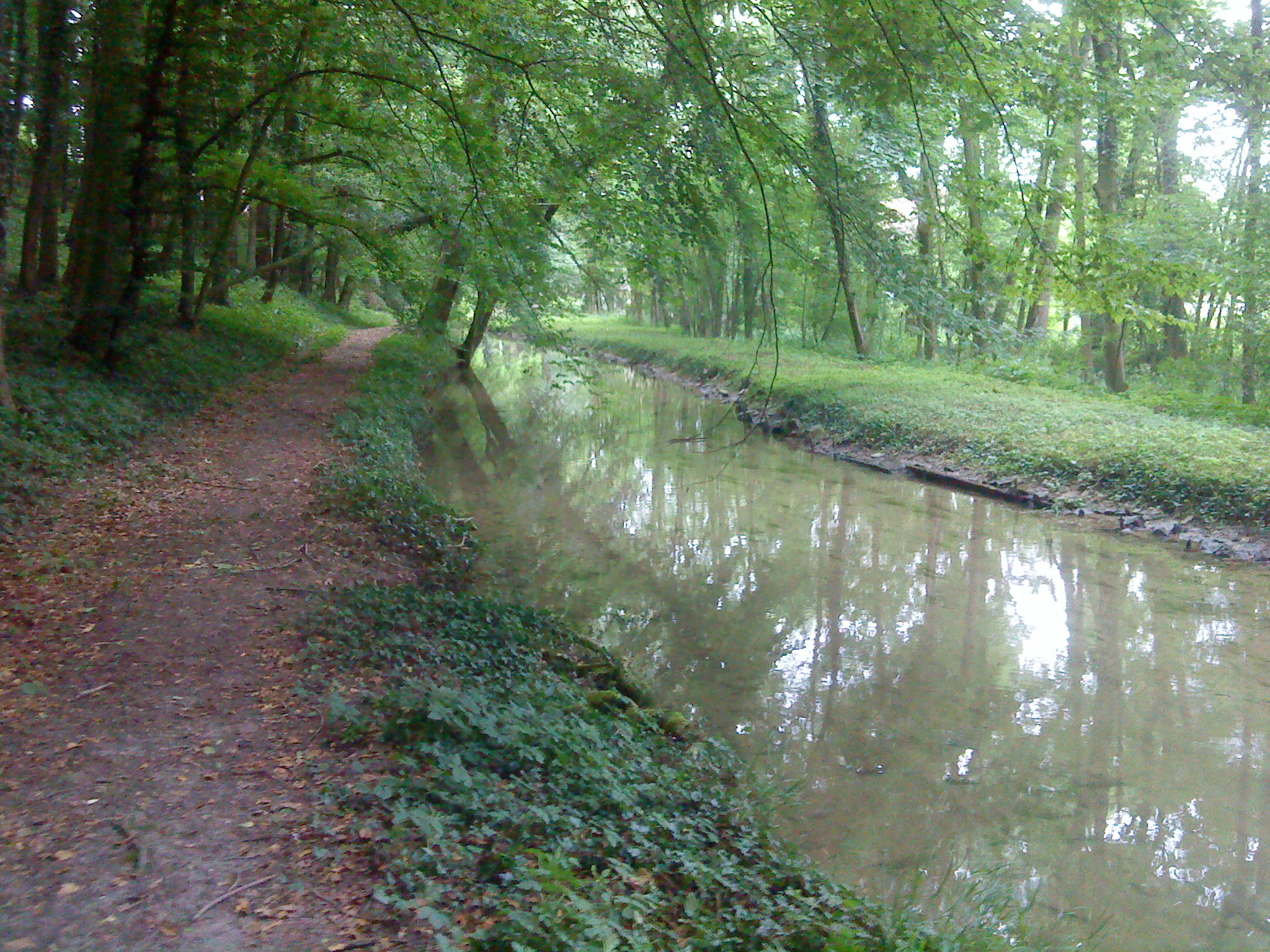
Biske – zur alten Mühle abfließend

Der Storchenkolk befindet sich in der Gemeinde Borchen am Ostrand des Ortsteils Kirchborchen. Er liegt auf etwa 138 m ü. NHN in einem Wäldchen und ist nicht weit von der alten Mühle entfernt. Die aus dem Kolk abfließende Biske durchfließt die Ortschaft etwa 100 m südlich des hiesig unterirdisch verlaufenden Ellerbachs bzw. der Bachstraße in westlicher Richtung und mündet linksseitig und von Südosten kommend in den von Osten heran fließenden Ellerbach. Dieser fließt direkt westlich des Ortskerns in die Altenau, die über die Alme in die Lippe entwässert.

## Name
Einer Sage nach sollen aus dem Wasser des Storchenkolks einst die Störche die kleinen Kinder geholt haben. Man konnte sich den Ursprung des tief grünblauen Wassers, aus dem ständig silbrige Blasen emporsteigen, nicht erklären.

## Daten
Die Karstquelle des Storchenkolks schüttet etwa 120 Liter Wasser pro Sekunde aus. Sie ist nur nach starken Regenfällen leicht trüb und hat eine konstante Temperatur von 8 bis 9 °C.